# Coripo

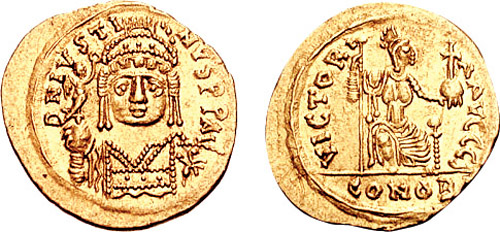
Soldo de r.

Flávio Crescônio Coripo (em latim: Flavius Cresconius Corippus), conhecido como Coripo, foi um poeta latino do século VI.

## Vida
Nativo da prefeitura pretoriana da África, atuou numa pequena cidade perto de Cartago como professor (gramático). Já foi ligado, de forma duvidosa, ao bispo Crescônio do século VII que escreveu a Concórdia dos Cânones (Concordia Canonum), uma coleção de leis eclesiásticas. Parece ter retido o ofício de tribuno ou escriniário (notário) sob o questor Anastácio, que esteve ativo sob o imperador Justiniano (r. 527–565), no final de cujo reinado deixou a África ruma a Constantinopla, capital do Império Bizantino, em consequência da perda de sua propriedade durante as Guerras Vândala (533–535) e Moura (549–553).
Quiçá em 549, recitou aos dignitários de Cartago o poema épico João (em latim: Johannis) ou Das Guerras Líbicas (De bellis Libycis), a obra em oito livros com aproximadamente 5 000 hexâmetros que descreve a luta do general João Troglita contra os mouros; ela é valiosa como fonte histórica, pois revela importante informação sobre a topografia africana e os costumes berberes. Enquanto ainda vivia na África, também fez panegíricos sobre cidades, os Pátria, para ricos patrões. Já em Constantinopla, porém, fez sua segunda obra mais conhecida, Em Louvor de Justino, o Menor (In laudem Justini minoris), em quatro livros, que narra a morte de Justiniano, a ascensão de Justino II (r. 565–578) em 14 de novembro e os primeiros eventos do reinado. Ela é introduzida pelo pequeno panegírico a Anastácio, que foi quem patrocinou a obra, e um prefácio. Assim como João, é outra fonte histórica relevante para, dentro outras coisas, o cerimonial imperial do século VI. Coripo faleceu depois de 567, 568 ou mesmo em meados dos anos 570.
Em Louvor de Justino, o Menor foi publicada em 1581 por Michael Ruyz Azagra, o secretário do imperador Rodolfo II (r. 1576–1612) através de um manuscrito do século IX ou X. No prefácio da publicação havia uma referência a João, que até então estava perdida, salvo pela nota de João Cuspiniano (1473–1529) em seu Sobre Césares e Imperadores que dizia que a obra anterior foi vista num manuscrito na biblioteca de Buda, destruída pelo sultão Solimão, o Magnífico (r. 1520–1566) em 1541. João só seria redescoberta em 1814, em Milão, pelo cardeal Mazzucchelli, o bibliotecária da Biblioteca Ambrosiana, no Códex Trivultiano (oriundo da biblioteca do marquês Trivulzi).